# Thinking About You (chanson de Calvin Harris)
Pour les articles homonymes, voir Thinking About You.
Singles de Calvin Harris
I Need Your Love
(2013) Under Control
(2013)
Thinking About You est une chanson du disc jockey britannique Calvin Harris, sortie le 15 juillet 2013.
Pas moins de huit nouvelles versions sortent peu de temps après : Firebeatz, Laidback Luke, GTA ou encore EDX ont remixé le titre.

## Liste des pistes
| 1. | Thinking About You | 4:07 |

| 1. | Thinking About You (Laidback Luke Remix)           | 6:34 |
| 2. | Thinking About You (Manufactured Superstars Remix) | 6:52 |
| 3. | Thinking About You (Firebeatz Remix)               | 5:52 |
| 4. | Thinking About You (GTA Remix)                     | 6:48 |
| 5. | Thinking About You (Jesse Rose Remix)              | 5:28 |
| 6. | Thinking About You (Michael Brun Remix)            | 5:42 |

| 1. | Thinking About You (EDX's Belo Horizonte At Night Remix) | 6:50 |

## Classement hebdomadaire
| Classement                              | Meilleure position |
| --------------------------------------- | ------------------ |
| Allemagne (Media Control AG)            | 56                 |
| Australie (ARIA)                        | 28                 |
| Autriche (Ö3 Austria Top 40)            | 66                 |
| Belgique (Flandre Ultratop 50 Singles)  | 20                 |
| Belgique (Wallonie Ultratop 50 Singles) | 38                 |
| États-Unis (Hot 100)                    | 86                 |
| France (SNEP)                           | 92                 |
| Nouvelle-Zélande (RMNZ)                 | 40                 |
| Pays-Bas (Nederlandse Top 40)           | 35                 |
| Royaume-Uni (UK Singles Chart)          | 8                  |
| Suisse (Schweizer Hitparade)            | 58                 |